# Brač
Brač (Italiaans: Brazza) is een eiland gelegen in de Adriatische Zee voor de Kroatische kust en ligt tegenover de stad Split. Ten zuiden van Brač ligt het eiland Hvar.
Brač is met 396 km² (lengte 40 km en breedte 13 km en kustlijnlengte ca. 175 km) het grootste van de Dalmatische Eilanden en is na de Kvarner-eilanden Krk en Cres het grootste eiland in de Adriatische Zee. De berg Vidova Gora is bovendien met 778 m de hoogste verheffing in deze zee.
Verder wisselt het eiland zich af met veel inhammen en kleine stranden uit kiezelsteen en enkele uit zandstrand met name in het noorden van het eiland bij Lovrecina, Supetar en Vela Luka.
Het eiland kenmerkt zich door vruchtbare dalen met wijngaarden en uitgestrekte pijnboombossen. Op vele plekken heeft men uitzicht over deze dalen dankzij het bergachtige landschap en vanaf de noordkust kijkt men uit over het Dalmatisch massief.

## Geschiedenis
Kalksteen is de grondlaag van dit eiland welke tot op de dag van vandaag nog steeds wordt gedolven. Deze steensoort is over de hele wereld gebruikt voor bekende gebouwen o.a. het Witte Huis in Washington.
Brač heeft een rijke historie met een rooms-katholieke achtergrond en daardoor zijn er overal op het eiland kapelletjes te zien welke bereikbaar zijn via goede wegen.

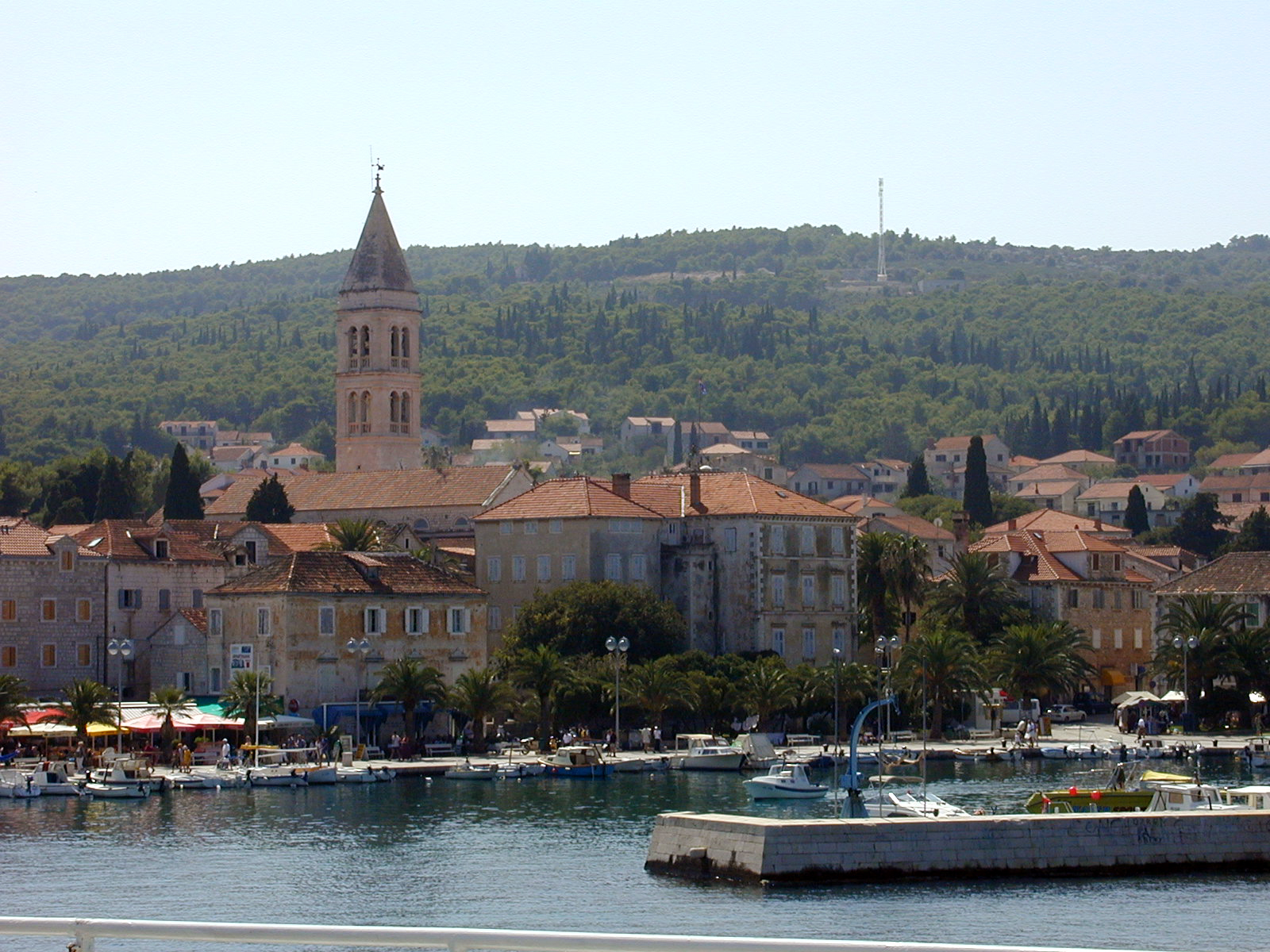
Supetar, de haven van Brač

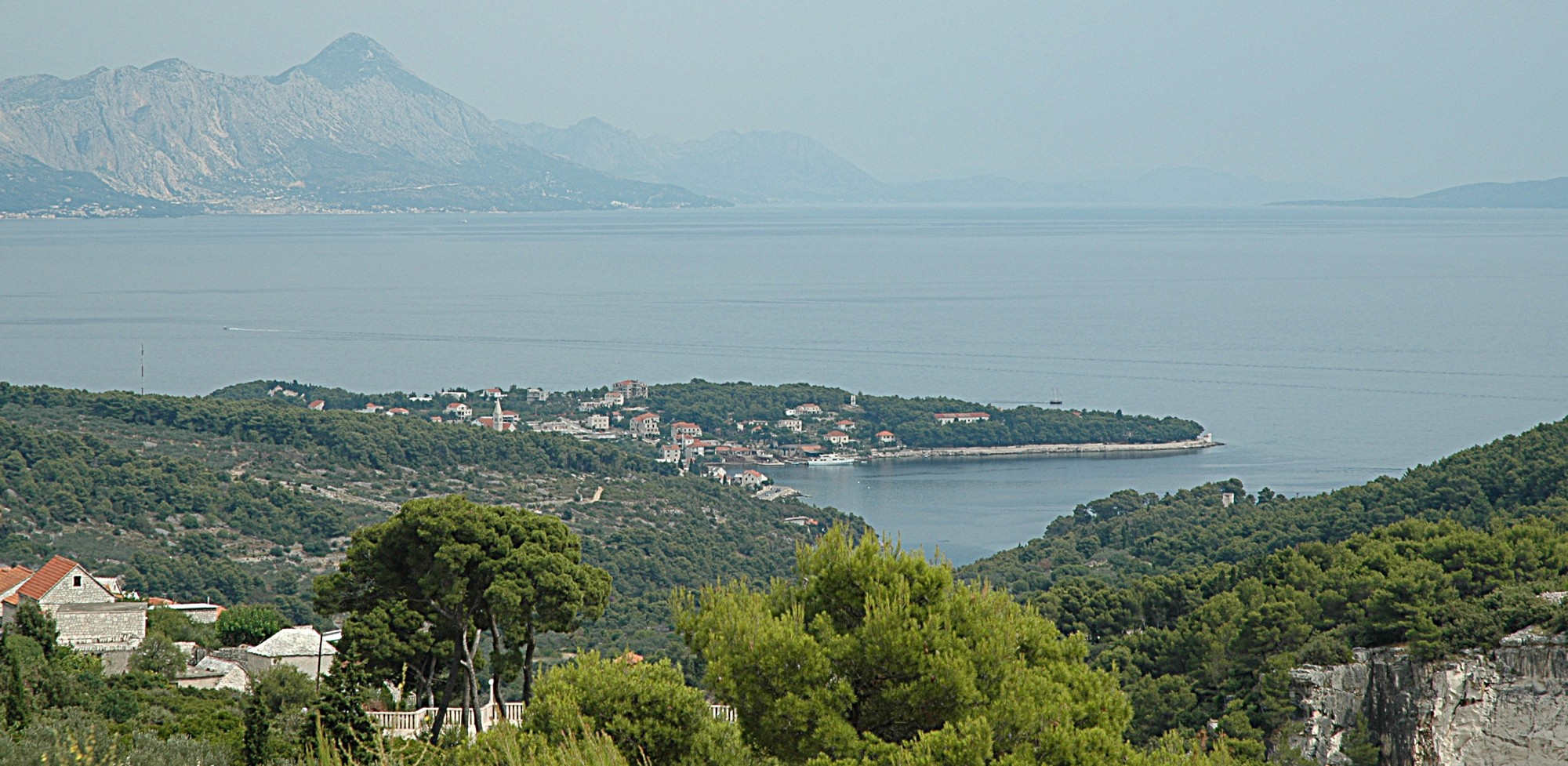
de haven van Sumartin

De grootste havenplaats op het eiland is Supetar met ca. 3800 inwoners. Vanuit de oude stad Supetar is er een veerbootverbinding naar het vasteland van Kroatië met de stad Split.
De plaats Milna (gesticht begin 18de eeuw) ligt in het zuidwesten aan een beschutte baai.
Nerezisca is een lange tijd de hoofdplaats van het eiland geweest. Hier bevinden zich nog een voetstuk met de leeuw van St. Marcus en het gouverneurspaleis (de Loggia).

## Traditie
Het eiland staat tevens bekend vanwege zijn wijnen, lamsvlees, schapenkaas en de aangename temperatuur.

## Wegen, plaatsen en transport
Over het eiland loopt een centrale weg van west naar oost en waar de wegen van de kustplaatsen weer op uit komen. Fietsen is ook mogelijk, maar het landschap kent veel hoogteverschillen met stijgingen en afdalingen (10 tot 14%).
Plaatsen op Brač zijn: Supetar, Sumartin, Milna, Bol, Splitska, Sutivan, Selca, Postira, Povlja, Murvica. In het zuiden van Brač ligt de Luchthaven.

## Inkomsten
Toerisme is de belangrijkste bron van inkomsten op dit eiland, daarnaast ook uit kleinschalige landbouw (olijven, druiven), visserij en veeteelt (schapen en geiten).

## Watersport
Het heldere zeewater, het geringe verschil tussen eb en vloed en bijna geen branding maken dit tot de mogelijkheid om de watersport te beoefenen o.a. duiken, snorkelen, windsurfen en kite-surfen.